# Șabsa Mașcauțan
Șabsa Mașcauțan (în rusă Шабса Машкауцан; n. 6 ianuarie 1924, Orhei, România – d. 19 septembrie 2022, New Haven, Connecticut, SUA) a fost un evreu basarabean, militar sovietic, participant al celui de-Al Doilea Război Mondial și Erou al Uniunii Sovietice (distins în 1945). 

## Biografie
S-a născut în orașul Orhei din județul omonim, Basarabia (România interbelică), ca fiu al zugravului Mendel Mașcauțan (1898-1964) și soției sale Rahel (1899-1982).
A învățat la heder, iar ulterior a lucrat ca coafor. La începutul celui de-al doilea război mondial, a fost evacuat în ținutul Ordjonikidze din  regiunea Caucazului de Nord.
În august 1942, a fost înscris în rândurile  Armatei Roșii, unde a lucrat ca liniar în sectorul de comunicații al batalionului de muncitori.
A servit ca  artilerist în regimentul de artilerie antitanc 530 al Armatei 28 a Frontului I Ucrainean. La 29 aprilie 1945, în bătălia din zona localității  Kummersdorf din sudul Berlinului, pentru curajul în luptă, i-a fost acordat titlul de Erou al Uniunii Sovietice, Ordinul Lenin și Ordinul Războiului Patriotic.
După război a fost demobilizat, a absolvit o școală tehnică din Soroca, a lucrat ca maistru de atelier la uzina de tractoare din Chișinău, şi ca director al unei școli tehnice din fabrică. În iunie 1989 a emigrat în Statele Unite, unde a locuit mai întâi în statul New Jersey, iar apoi la New Haven în Connecticut.